# Amstelland Panthers 2016
Questa voce raccoglie le informazioni riguardanti gli Amstelland Panthers nelle competizioni ufficiali della stagione 2016.

## Eredivisie 2016

### Stagione regolare
| 20 marzo 2016 5ª giornata | Amsterdam Panthers | 0 – 20 | Alphen Eagles |  |

| 27 marzo 2016 6ª giornata | Amsterdam Panthers | 0 – 20 | Groningen Giants |  |

| 3 aprile 2016 7ª giornata | Hilversum Hurricanes | 20 – 0 | Amsterdam Panthers |  |

| 10 aprile 2016 8ª giornata | Alphen Eagles | 20 – 0 | Amsterdam Panthers |  |

| 24 aprile 2016 9ª giornata | Groningen Giants | 20 – 0 | Amsterdam Panthers |  |

| 8 maggio 2016 11ª giornata | Amsterdam Panthers | 0 – 20 | Hilversum Hurricanes |  |

| 5 giugno 2016 14ª giornata | Lightning Leiden | 20 – 0 | Amsterdam Panthers |  |

| 12 giugno 2016 15ª giornata | Amsterdam Panthers | 0 – 20 | 010 Trojans |  |

## Statistiche di squadra
| Competizione           | %Vittorie | In casa | In casa | In casa | In casa | In casa | In casa | In trasferta | In trasferta | In trasferta | In trasferta | In trasferta | In trasferta | Totale | Totale | Totale | Totale | Totale | Totale |
| Competizione           | %Vittorie | G       | V       | N       | P       | Pf      | Ps      | G            | V            | N            | P            | Pf           | Ps           | G      | V      | N      | P      | Pf     | Ps     |
| ---------------------- | --------- | ------- | ------- | ------- | ------- | ------- | ------- | ------------ | ------------ | ------------ | ------------ | ------------ | ------------ | ------ | ------ | ------ | ------ | ------ | ------ |
| ED - Stagione regolare | .000      | 4       | 0       | 0       | 4       | 0       | 80      | 4            | 0            | 0            | 4            | 0            | 80           | 8      | 0      | 0      | 8      | 0      | 160    |
| Totale                 | .000      | 4       | 0       | 0       | 4       | 0       | 80      | 4            | 0            | 0            | 4            | 0            | 80           | 8      | 0      | 0      | 8      | 0      | 160    |